# Billy Bob Thornton
Billy Bob Thornton (Hot Springs, Arkansas, 4. kolovoza 1955.), američki scenarist i glumac, te povremeni redatelj, pjevač i dramatičar, ovjenčan Oscarom.
Rodio se u Hot Springsu kao William Robert Thornton, Arkansas, od majke Virginije, vidovnjakinje, i oca Billya Raya (Williama Raymonda) Thorntona, košarkaškog trenera i srednjoškolskog profesora povijesti.
Odrastao je u nekoliko gradova u Arkansasu, a neko vrijeme je proveo s djedom Otisom, šumskim rendžerom.
U srednjoj školi je bio dobar košarkaš, ali nije uspio dobiti profesionalni angažman zbog ozljede.
Nakon što je neko vrijeme radio kao polagač asfalta, otišao je na studij psihologije gdje se zadržao samo dva semestra.
Odlučan u namjeri da uspije kao glumac, odlazi u Los Angeles, Kalifornija.
Uz odlaske na audicije i traženje glumačkih angažmana, radio je niz čudnih poslova( u telemarketingu, na offshore vjetrenoj farmi i drugdje).
Na jednom događanju u filmskoj industriji bio je zaposlen kao konobar. Jedna od osoba koje je poslužio bio je legendarni redatelj Billy Wilder.
U razgovoru koji su njih dvojica vodili Wilder mu je rekao da se okuša kao scenarist. Billy Bob je poslušao i biva angažiran prvo u sitcomima, a poslije u manjim ulogama nasuprot velikim filmskim imenima.(Bruce Willis, Cate Blanchett, Keanu Reeves, Catherine Zeta-Jones,Hugh Grant)
Dosada je ostvario tridesetak uloga.
Režirao je film "Svi lijepi konji" 2000. godine(Matt Damon i Penelope Cruz), ali nakon tog neuspjeha više nije sjeo u redateljski stolac.
Osim glumačke, ima i pjevačkih uspjeha te je nastupao s mnogim glazbenicima.
Osvojio je Oscara 1996.godine za film Sling Blade.Oscara je, po vlastitom priznanju zamijenio za čimpanzu imenom Marty.
Pati od opsesivno-kompulzivnog poremećaja, strah ga je metalnog pribora za jelo i antiknog namještaja.
Ženio se pet puta, ima četvero djece. Najpoznatija mu je posljednja supruga, glumica Angelina Jolie.